# Rafail Jul'evič Gol'din
Rafail Jul'evič Gol'din (Kiev, 19 aprile 1920 – Oslo, 15 febbraio 1994) è stato un regista cinematografico sovietico.

## Filmografia parziale

### Regista
- V pogone za slavoj (1956)
- Očerednoj rejs (1958)
- Dlinnyj den' (1961)
- Chokkeisty (1964)